# Premio Nacional de Ciencia José Cecilio del Valle
El Premio Nacional de Ciencia José Cecilio del Valle fue creado junto a los Premios Nacionales de Arte y Literatura, por el Gobierno de la república de Honduras, mediante Decreto Legislativo n.º 100 con fecha 11 de octubre de 1967.

## Ceremonia
El Premio Nacional de Ciencia José Cecilio del Valle se otorga anualmente por el presidente a aquellas personas cuyos trabajos en el ámbito de la ciencia tengan trascendencia nacional e internacional.
Los Premios se entregan en el Teatro Nacional Manuel Bonilla de la ciudad de Tegucigalpa, M.D.C., en el mes de septiembre y son auspiciados por la Unidad de Proyectos Cívicos y de Educación para Emergencias de la Secretaría de Educación Pública de Honduras, Casa Presidencial y la Secretaría de Cultura, Artes y Deportes de Honduras.
El nombre del premio se lleva en honor del abogadob investigador, político, filósofo y periodista hondureño José Cecilio del Valle (1848-1993).

## Categorías
El Premio Nacional de Ciencia José Cecilio del Valle, es otorgado a las obras en el área científica que contribuyan al desarrollo de las ciencias del país.
Solamente hay un ganador anualmente, no hay ganadores en anuales en las diversas categorías.
Igualmente, el Centro Cultural de España en Tegucigalpa dedicó en 1991 la II Antología de las Artes Plásticas y Visuales de Honduras a “Pablo Zelaya Sierra”.

## Algunos galardonados
| Ano  | Ganador                       | Categoría |
| ---- | ----------------------------- | --------- |
| 1987 | Cirilo Nelson                 |           |
| 1996 | Marco Tulio Medina Hernández  |           |
| 1998 | Miguel Cálix Suazo            |           |
| 2009 | Horacio Ulises Barrios Solano |           |
| 2010 | Roberto Herrera Cáceres       |           |
| 2013 | Marco Tulio Medina Hernández  |           |

En 2014 el gobierno de Juan Orlando Hernández se eliminó la Secretaría de Cultura, Artes y Deportes de Honduras y se redujo su presupuesto en 40 millones de lempiras, debido a esto en 2014 no se entregaron ninguno de los tres premios a la cultura; Premio Nacional de Literatura Ramón Rosa, Premio Nacional de Ciencia José Cecilio del Valle ni el Premio Nacional de Arte Pablo Zelaya Sierra los cuales tenían un valor que no alcanzaba los 50 mil Lempiras.